# Fever 333
Fever 333 (gestileerd geschreven als FEVER 333) is een Amerikaanse hardcore punkband, afkomstig uit Inglewood, Californië.

## Biografie
De band werd opgericht in 2017 door Jason Butler, Stephen Harrison en Aric Improta. Alle drie hadden eerder al in een andere band gespeeld. Butler was vijftien jaar de zanger geweest van de band Letlive tot de band in 2017 uit elkaar ging, Harrison had zijn sporen verdiend als gitarist bij de metalcoreband The Chariot en Improta was drummer geweest bij de postrockband Night Verses.
De band gaf haar eerste geïmproviseerde optreden op 4 juli 2017  op de parkeerplaats voor de drive-in donutbakkerij Randy's Donuts in Inglewood, Californië. Hier brachten zij meerdere tot dan toe onuitgebrachte nummers ten gehore. Op 25 augustus van hetzelfde jaar bracht het trio vervolgens hun debuutsingle We're Coming In uit. Op 23 maart 2018 verscheen vervolgens hun debuut EP Made an America zonder aankondiging vooraf. Later dat jaar werd die EP genomineerd voor een grammy voor best rock performance.
Begin 2019 bracht de band vervolgens haar debuutalbum Strength in Numb333rs uit, waarna ze later dat jaar als support act voor de Britse band Bring Me the Horizon door Europa toerden.

## Bezetting
- Jason Aalon Butler – leidende vocalen, gitaar, bas, percussie (2017–heden)
- Stephen Harrison – gitaar, achtergrondvocalen, bas, percussie (2017–heden)
- Aric Improta – drums, percussie (2017–heden)

## Discografie
Studioalbums
| Titel                 | Details |
| --------------------- | --- |
| Strength in Numb333rs | - Uitgebracht: 18 januari, 2019 - Label: Roadrunner Records, 333 Wreckords Crew - Dragers: CD, Vinyl, digitale download, streaming, LP |

Ep's
| Titel           | Details |
| --------------- | --- |
| Made an America | - Uitgebracht: 23 maart, 2018 - Label: Roadrunner Records, 333 Wreckords Crew - Dragers: LP, CD, digitale download |